# مونغ ثاو كا
مونغ ثاو كا، هو رائد بحري ومتحدث بارع وشهير ومناضل بورمي مسلم. عضو في اللجنة التنفيذية المركزية للرابطة الوطنية من أجل الديمقراطية (NLD) في بورما.

## سيرته
ولد في بورما العليا في مدينة شويبو عام 1928. والديه هما يو هيمان جيي وداو هيمان. التحق بمدرسة شويبو الثانوية الحكومية الوطنية. وبعد أجتيازه المرحلة الثانوية التحق بالكلية العسكرية البحرية في عام 1947. وحرر وكتب في عدد من الصحف والمجلات، بجانب كونه شاعر ألف العديد من القصائد التي ترجم بعضها إلى الإنجليزية

. وبعد التقاعد من القوات البحرية عمل كمدرس ومحاضر في اللغة الإنجليزية وفي علوم الملاحة. كان من المقربين من زعيمة المعارضة أون سان سو تشي، وكان له دور فعال في إقناعها بالظهور علنا خلال الانتفاضة المؤيدة للديمقراطية. وألقي القبض عليه في عام 1988 بتهمة محاولة عمل تمرد عسكري داخل الجيش، وحكم عليه 20 عامًا بالسجن مع الأشغال الشاقة من قبل محكمة عسكرية في 5 أكتوبر 1989.
```
كان يعاني من التهاب الفقار المزمن، وهو مرض فقري. وقد أدى الضرب المبرح أثناء إضرابه عن الطعام في إينسين في 25 أيلول / سبتمبر 1990 إلى إصابته 
بالشلل
. ولم يحصل إلا على الحد الأدنى من الرعاية الطبية من أطباء السجن وحُرم من الوصول إلى الأخصائيين. وقال موانج سين كيي "حالة مونغ ثاو الصحية كانت سيئة دائمًا. توفي في عام 1991 بسبب نوبة قلبية في مستشفى رانغون العام عن عمر ناهز 65 عامًا. ودفن في مقبرة كنداو غيل السنية.
[
4
]
```